# حديقة النيزك (مسلسل 2001)
حديقة النيزك هو مسلسل تايواني من بطولة باربي هسو، جيري يان، فيك تشو وفانيس وو.عرض في الفترة من 12 أبريل حتى 16 أغسطس 2001.

## روابط خارجية
حديقة النيزك (مسلسل 2001) على موقع IMDb (الإنجليزية)
- حديقة النيزك (مسلسل 2001) على موقع كينوبويسك (الروسية)
- حديقة النيزك (مسلسل 2001) على موقع ألو سيني (الفرنسية)
- حديقة النيزك (مسلسل 2001) على موقع قاعدة بيانات الفيلم (الإنجليزية)